# 大久保福義
大久保 福義（おおくぼ ふくよし、1933年（昭和8年）8月16日 - 没年不明）は、日本の政治家。元福岡県筑紫郡那珂川町（現・那珂川市）長（5期）。

## 来歴
福岡県筑紫郡南畑村（のち那珂川町、現・那珂川市）出身。南畑村立南畑中学校（現・那珂川市立那珂川中学校）卒。1969年、那珂川町議会議員に初当選。1975年に同議長となる。1978年に那珂川町長に当選し、1998年まで町長を5期務める。2001年に町議会議員に復帰する。2005年に再選。議員を2期務めた。